# Бистрица (област Кюстендил)
Вижте пояснителната страница за други значения на Бистрица.
Бистрица е село в Западна България. То се намира в община Дупница, област Кюстендил.

## География
Село Бистрица се намира в планински район. Разположено в полите на Рила планина и на 2 км от град Дупница. През селото минава река Бистрица.

## История
Много бистричани намират смъртта си по бойните полета във войните, които е водила България – Балканската, Междусъюзническата, Първата световна и Втората световна.
Във Втората световна война (в първата половина на Отечествената война) загиват: Никола Николов Мухчинов – доброволец, убит на 29 октомври 1944 г.; Никола Васев Карамански – доброволец, убит на 30 октомври 1944 г.; Петър Станкев Кръстев – доброволец, убит на 10 ноември 1944 г. В центъра на селото през 1972 г. е построен паметник на убитите в Отечествената война.

## Население
Численост и дял на етническите групи според преброяването на населението през 2011 г.:
|                     | Численост | Дял (в %) |
| Общо                | 1580      | 100,00    |
| Българи             | 1537      | 97,27     |
| Турци               | 0         | 0,00      |
| Цигани              | 0         | 0,00      |
| Други               | 0         | 0,00      |
| Не се самоопределят | 0         | 0,00      |
| Неотговорили        | 39        | 2,46      |

## Забележителности
- Паметник на борците за национално освобождение.
- В планината над селото се намира красив водопад.
- От селото тръгва известен планински маршрут – през хижа „Иван Вазов“ за Рилския манастир.

## Инфраструктура
В землището на селото се намира язовир „Карагьол“, част от Каскада „Рила“.

## Редовни събития
- Празникът на селото е на Възнесение Господне (Спасовден) и традиционно се провежда събор.
- На 17 юли е празникът на Света Марина и в местността около параклиса на нейно име; също има събор.
- На Тодоровден се провеждат надбягвания с коне.
- На Йордановден има традиция да се лови кръстът в реката.